# Kazimierz Gawęda

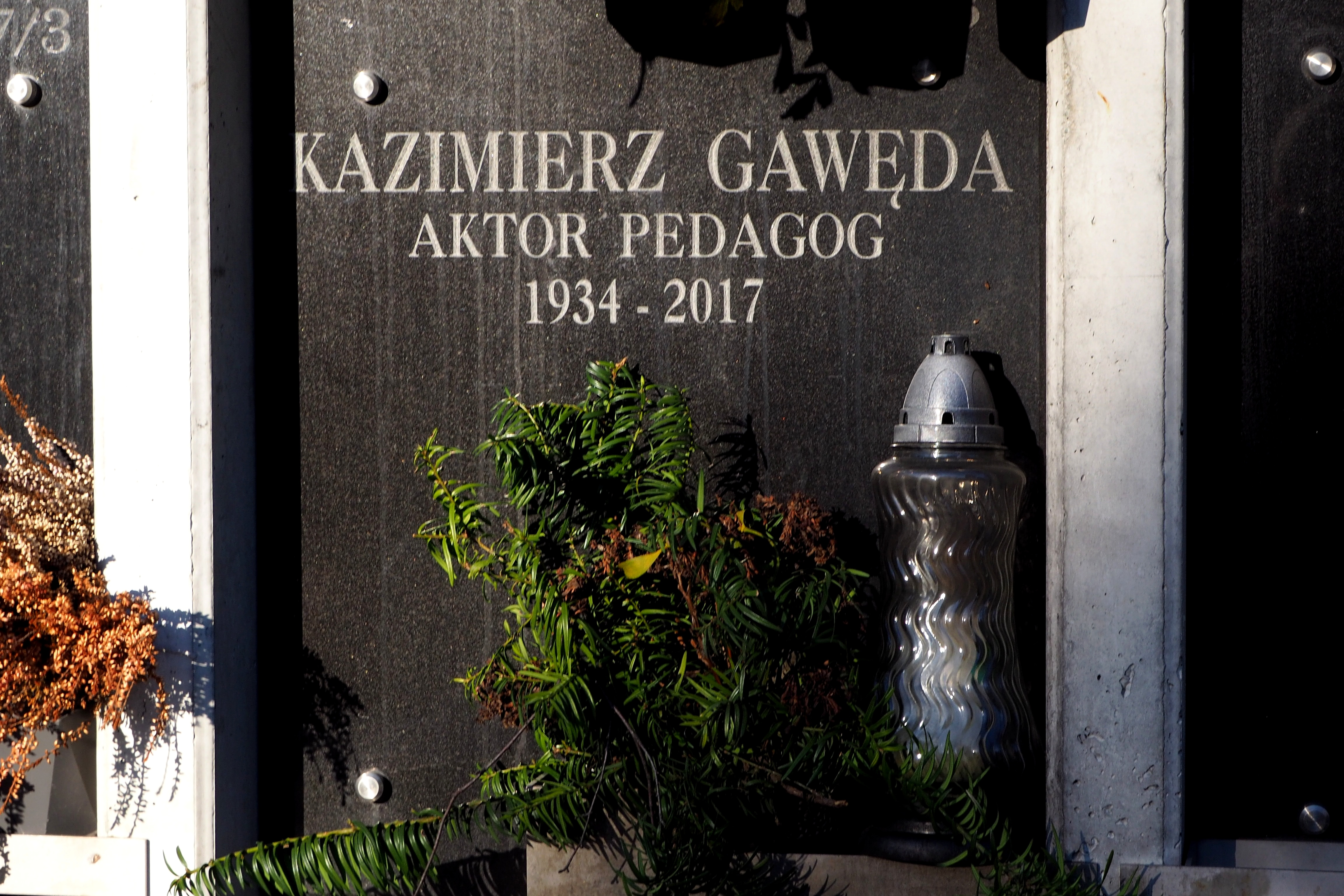
Grób Kazimierza Gawędy na Cmentarzu Wojskowym na Powązkach w Warszawie

Kazimierz Gawęda (ur. 21 lutego 1934 w Nowym Mieście nad Pilicą, zm. 24 listopada 2017) – polski aktor filmowy i teatralny.
W 1961 roku ukończył studia na Wydziale aktorskim Państwowej Wyższej Szkoły Filmowej, Telewizyjnej i Teatralnej im. Leona Schillera w Łodzi. Wieloletni aktor Teatru Żydowskiego w Warszawie. Spoczął na Cmentarzu Wojskowym na Powązkach w Warszawie (Q kolumb. 6-3-8).

## Wybrana filmografia
- 1959: Dobosz
- 1967: Piekny był pogrzeb, ludzie płakali
- 1979: Komedianci
- 1982: Hotel Polanów i jego goście jako doktor Markowicz